# 2020-as Formula–E Santiago nagydíj
A 2020-as Formula–E Santiago nagydíjat január 20-án rendezték. A pole-pozícióból Mitch Evans indulhatott a Jaguár-ral. Ám a versenyt Maximilian Günther nyerte, második az előző évi bajnok csapattársa António Félix da Costa, míg a harmadik a pole pozícióból induló Mitch Evans lett.